# Plumstead (Londyn)
Plumstead – dzielnica Londynu, w Wielkim Londynie, leżąca w gminie Greenwich. Leży 12,5 km od centrum Londynu. W 2011 roku dzielnica liczyła 16 736 mieszkańców. Plumstead jest wspomniana w Domesday Book (1086) jako Plum(e)stede.